# إدارة لوجستية

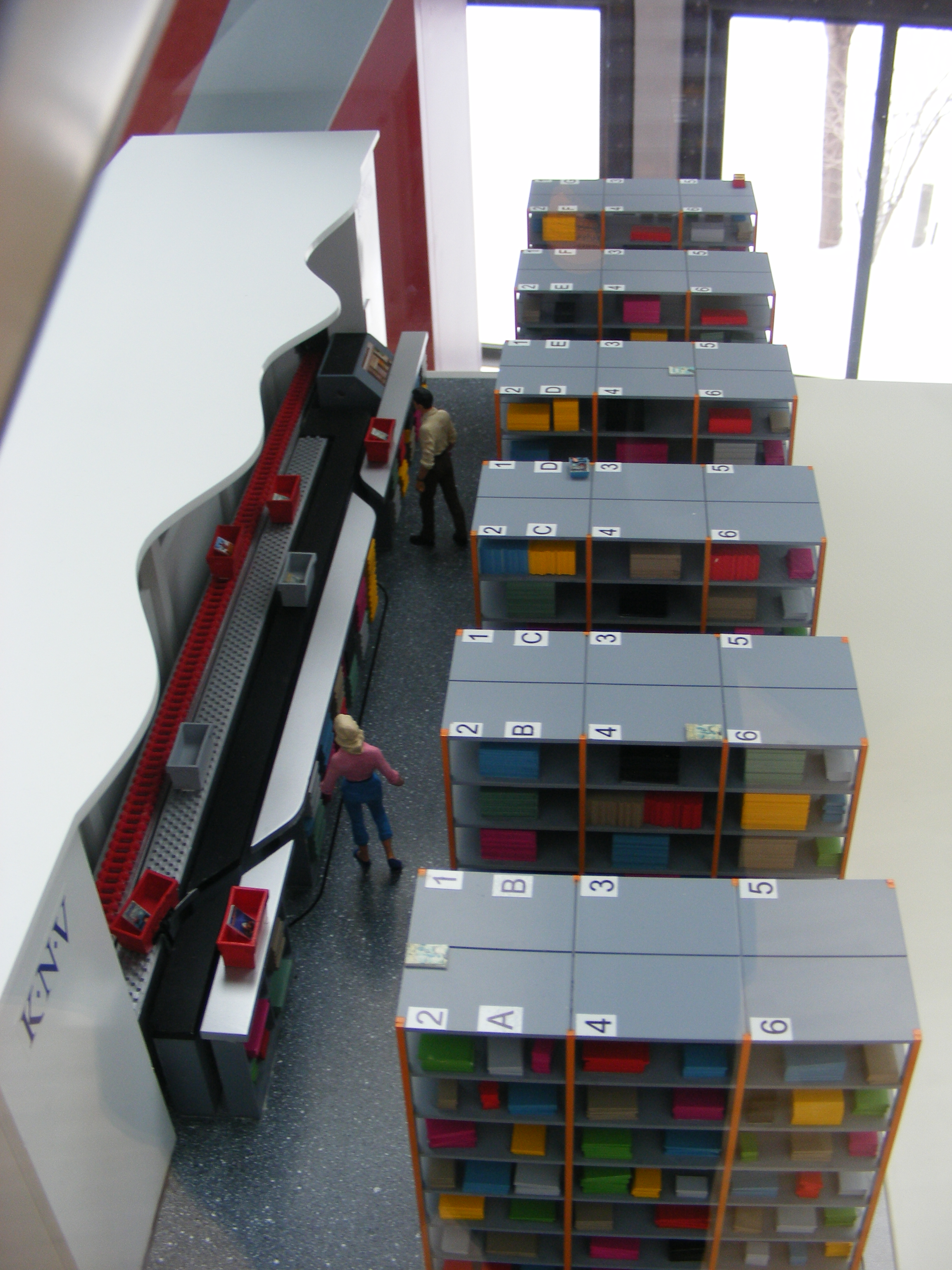

الإدارة اللوجستية هي جزء من إدارة سلسلة الإمداد تقوم بـتخطيط وتنفيذ ومراقبة كفاءة وفعالية التدفق الأمامي والعكسي لكل من السلع والخدمات وتخزينها، وكذلك المعلومات ذات الصلة بين نقطة المنشأ ونقطة الاستهلاك من أجل الوفاء بمتطلبات العملاء.

## برامج التشغيل الآلي
يتم استخدام البرامج من أجل أتمتة اللوجستيات التي تساعد قطاع سلسلة الإمداد في أتمتة سير العمل وكذلك نظام الإدارة. يوجد القليل من البرمجيات العامة، وهي متوفرة في السوق الجديد. ويرجع هذا إلى عدم وجود قاعدة لتعميم النظام وسير العمل، على الرغم من تشابه الممارسة إلى حدٍ ما. تستخدم معظم الشركات التجارية بالفعل حلاً واحدًا أو أكثر من هذه الحلول المخصصة.
هناك العديد من حلول البرمجيات التي تُستخدم داخل أقسام اللوجستيات. ومن الجدير بالذكر أن هناك عددًا قليلاً من الأقسام في اللوجستيات, وعلى وجه التحديد: القسم التقليدي وقسم الحاويات والمستودعات والهندسة البحرية والنقل الثقيل، إلخ.
البرامج المُستخدمة في تلك الأقسام
- القسم التقليدي : برنامج سي في تي (CVT) / برنامج سي تي إم إس (CTMS).
- الحاويات النقل بالشاحنات: برنامج سي تي إم إس (CTMS)
- المستودع : دبليو إم إس/دبليو إس سي

تحسين فعالية الإدارة اللوجستية:
1. الشبكة اللوجستية
2. المعلومات
3. وسائل المواصلات
4. الإدارة السليمة للمخزون
5. التخزين ومناولة المواد والتغليف